# Institut d'Émission des États du Cambodge, du Laos et du Viet-nam
Institut d'Émission des États du Cambodge, du Laos et du Viet-nam (n.đ. 'Viện phát hành các nước Campuchia, Lào và Việt Nam'), còn gọi là Institut d'Émission des États Associés, là hội đồng tiền tệ tồn tại trong thời gian ngắn hoạt động ở Liên bang Đông Dương vào năm 1952–1954.

## Tổng quan
Viện này được chính quyền Pháp thành lập sau khi họ quyết định loại bỏ dần đặc quyền phát hành tiền giấy của Ngân hàng Đông Dương tại Liên bang Đông Dương. Người Pháp đã có dự tính này trong hội nghị Pháp-Việt ở Đà Lạt năm 1946, và được luật pháp cho phép vào năm 1948 thế nhưng chỉ ba năm sau đó giới chức trách mới chịu đem ra thi hành. Viện này cuối cùng được thành lập vào tháng 12 năm 1951 và bắt đầu hoạt động vào ngày 1 tháng 1 năm 1952. Mặc dù trụ sở của viện được thành lập hợp pháp tại Phnôm Pênh, việc xây dựng một trụ sở chính thích hợp ở đó đã bị trì hoãn và trên thực tế, công việc điều hành viện này lại xuất phát từ Sài Gòn. Đồng tiền được phát hành là đồng bạc Đông Dương, được biết đến rộng rãi với cái tên "đồng bạc Bảo Đại" liên quan đến Cựu hoàng Bảo Đại, nguyên thủ quốc gia Việt Nam lúc bấy giờ, có chân dung được in trên tiền giấy của viện.:126
Viện này bề ngoài chịu sự quản lý chung của Pháp, Campuchia, Lào và Quốc gia Việt Nam, nhưng trên thực tế nó vẫn bị người Pháp nắm quyền kiểm soát. Nó đã ký hợp đồng thầu phụ phần lớn các hoạt động của mình, bao gồm cả việc in tiền giấy, cho Ngân hàng Đông Dương vẫn còn đầy uy quyền. Viện này chính thức mở văn phòng tại Paris, Phnôm Pênh và Sài Gòn vào năm 1952, và tại Viêng Chăn vào năm 1953. Nhưng nó sớm nhận thấy mình bị tràn ngập bởi các sự kiện, cụ thể là sự chấm dứt chế độ bảo hộ ở Campuchia và Lào vào năm 1953 và Hội nghị Genève năm 1954 kết thúc Chiến tranh Đông Dương lần thứ nhất.
Ngày 1 tháng 1 năm 1955, theo thỏa thuận bốn bên được ký chỉ ba ngày trước đó tại Paris, vai trò của Institut d'Émission do các ngân hàng ba nước Đông Dương  tiếp quản bao gồm Ngân hàng Quốc gia Campuchia tại Vương quốc Campuchia, Ngân hàng Quốc gia Lào tại Vương quốc Lào và Ngân hàng Quốc gia Việt Nam tại Quốc gia Việt Nam lần lượt phát hành đồng riel Campuchia, kíp Lào và đồng Nam Việt Nam. Viện này đồng loạt ngừng hoạt động và bị giải thể vài ngày sau đó.

## Lãnh đạo
Chủ tịch của viện này (tiếng Pháp: Président) trong suốt thời gian tồn tại ngắn ngủi là cựu lãnh đạo phong trào kháng chiến Pháp Gaston Cusin.